# Krisna insularis
Krisna insularis är en insektsart som beskrevs av Paul W. Oman 1936. Krisna insularis ingår i släktet Krisna och familjen dvärgstritar. Inga underarter finns listade i Catalogue of Life.